# یحیی گل‌محمدی
یحیی گل‌محمدی (زادهٔ ۲۸ اسفند ۱۳۴۹) بازیکن سابق و سرمربی کنونی فوتبال اهل ایران است. او با بیشترین قهرمانی کشوری و کسب ۱۰ جام در لیگ‌های ایران پرافتخارترین مربی فوتبال ایران است. گل‌محمدی پیش از این سابقهٔ بازی در تیم‌های تراکتور تبریز، پرسپولیس، فولاد خوزستان و صباباتری را دارد. همچنین در ۷۴ بازی برای تیم ملی ایران به میدان رفته و ۵ گل برای این تیم زده است.
گل‌محمدی مربی‌گری را در تیم تربیت یزد در سال ۱۳۸۸ آغاز کرد، وی در مرداد ۱۳۸۹ به عنوان سرمربی تیم نساجی مازندران انتخاب شد، گل‌محمدی در سال ۱۳۹۰ به عنوان دستیار علی دایی در تیم راه‌آهن به فعالیت پرداخت، در خرداد ۱۳۹۱ وی به عنوان سرمربی تیم صبای قم انتخاب شد اما وی در مهر ماه سال ۱۳۹۱ از این تیم جدا و به عنوان دستیار به تیم پرسپولیس تهران پیوست.
پس از پایان نیم فصل سال ۱۳۹۱ با برکناری مانوئل ژوزه، گل‌محمدی به عنوان سرمربی پرسپولیس انتخاب شد. گل‌محمدی ۲۹ اسفند ماه ۱۳۹۱ در برنامه ۹۰ از سرمربی‌گری پرسپولیس کناره‌گیری کرد اما این استعفاء مورد پذیرش مدیر عامل این تیم قرار نگرفت پس از دیدار پرسپولیس مقابل سپاهان در فینال جام حذفی و باخت تیم گل محمدی، وی مورد انتقاد شدید بازیکنان اسبق‌های باشگاه قرار گرفت و با وجود اینکه در مدتی که سکان هدایت پرسپولیس را در دست داشت فقط دو باخت را در کارنامه خود یدک می‌کشید در تاریخ ۱۸ اردیبهشت ۹۲ بار دیگر استعفای خود را تسلیم محمد رویانیان کرد و از این تیم جدا شد. با آغاز فصل سیزدهم لیگ برتر خلیج فارس یحیی گل محمدی سرمربیگری تیم فوتبال نفت تهران را پذیرفت. او حتی در هفته ششم لیگ برتر فوتبال ایران توانست تیم سابقش را با تک گل دقیقه ۹۲ علی قربانی شکست دهد و در جدول رده‌بندی با سه امتیاز بیشتر، سه پله بالاتر از پرسپولیس علی دایی قرار بگیرد.
وی در بهمن ۱۳۹۳ از سوی کانون مربیان فوتبال ایران به‌عنوان بهترین سرمربی ماه انتخاب شد. گل‌محمدی در فصل ۹۴–۱۳۹۳ با ذوب آهن قهرمان جام حذفی شد و در لیگ برتر نیز مقام چهارم را کسب کرد. او در فصل ۹۵–۱۳۹۴ برای دومین سال پیاپی تیم ذوب‌آهن را به مقام قهرمانی در مسابقات جام حذفی رساند. در ۲۳ دی ۱۳۹۸، از سوی مدیریت باشگاه پرسپولیس محمدحسن انصاری‌فرد، به جای گابریل کالدرون آرژانتینی، سرمربی پرسپولیس شد تا برای دومین بار بعد از ۶ سال، سرمربی این تیم شود.. او در پرسپولیس، سه‌بار قهرمان لیگ شد، یک‌بار در جام حذفی به قهرمانی رسید، دو سوپرکاپ کسب کرد و برای اولین بار به‌عنوان یک مربی ایرانی، این تیم را به فینال لیگ قهرمانان آسیا رساند. او پس از چهار سال حضور بر نیمکت پرسپولیس و کسب ۶ جام، در ۱۱ دی ۱۴۰۲ پس از تساوی مقابل مس رفسنجان از این تیم جدا شد.
در ۲ تیر ۱۴۰۳، یحیی گل‌محمدی با امضای قراردادی دوساله به عنوان سرمربی جدید فولاد خوزستان منصوب شد.‌ فولاد در نخستین فصل هدایت یحیی گل‌محمدی، در لیگ برتر به مقام چهارم رسید؛ این رتبه در شرایطی برای فولاد به‌دست آمد که این تیم در فصل پیش، تا هفته‌های پایانی در خطر سقوط به لیگ آزادگان قرار داشت.

## دوران حرفه‌ای (بازیکن)

### باشگاهی
یحیی گل‌محمدی بیشتر دوران حرفه‌ای خود به عنوان بازیکن را در تیم فوتبال پرسپولیس بازی کرد. او نخستین‌بار به عنوان بازیکن فوتبال در سال ۱۹۸۹ در تیم فوتبال تراکتورسازی بازی کرد. دو سال بعد، او با پورا قرارداد بست. او چهار سال در پورا بازی کرد و بعداً در سال ۱۹۹۵ با پرسپولیس قرارداد بست و کار خود را با استانکو پوکله‌پوویچ آغاز کرد و در اولین فصل نیز در لیگ قهرمان شد. در سال ۱۹۹۹، او به باشگاه فولاد اهواز رفت اما تنها پس از سه فصل به پرسپولیس بازگشت. در سال ۲۰۰۵ یحیی برای عقد قراردادی سودآور با صبا باتری از پرسپولیس جدا شد. بسیاری از منتقدان نسبت به موفقیت وی در این تیم تازه بنیان‌گذاری شده، تردید داشتند اما صبا باتری با کمک گل محمدی و دیگر بازیکنان، با بردن جام حذفی همه را غافلگیر کرد و همچنین در لیگ قهرمانان آسیا بسیار خوب ظاهر شد و مبارزان باتجربه‌تر فصل‌های پیش را شکست داد. او تا سال ۲۰۰۸ در صبا بازی کرد و به عنوان بازیکن فوتبال، بازنشستگی خود را اعلام کرد.

### ملی
گل‌محمدی با تکل‌های دقیق و نمایشی مطمئن که از مشخصات برجسته او بود، یک مدافع قابل اتکا برای تیم ملی فوتبال ایران بود. او پس از اینکه توانست در بازی مرحله مقدماتی جام جهانی ۲۰۰۲ برابر جمهوری ایرلند گل بزند، بیشتر شناخته شد.
در ۱۱ ژوئن ۲۰۰۶، گل‌محمدی گل تساوی را در باخت ۳–۱ ایران مقابل مکزیک در دور نخست جام جهانی فوتبال ۲۰۰۶ به ثمر رساند. تکل او مقابل لوئیس فیگو در بازی بعدی برابر پرتغال برای ایران یک پنالتی هزینه داشت. گل‌محمدی در همان بازی مصدوم شد و برای بازی پایانی ایران در جام جهانی در برابر آنگولا در دسترس نبود. او بلافاصله پس از جام جهانی فوتبال ۲۰۰۶ از فوتبال بین‌المللی بازنشسته شد. او ۷۴ بازی ملی برای تیم بزرگسالان دارد و در طول دوران بین‌المللی خود، ۵ بار گلزنی کرده است.
وی همچنین در بازی‌های آسیایی ۲۰۰۲ عضوی از تیم ملی فوتبال امید ایران بود که ایران با هدایت برانکو ایوانکوویچ قهرمان مسابقات فوتبال شد.

## دوران حرفه‌ای (مربی‌گری)

### صبای قم
پس از کناره‌گیری محمدحسین ضیایی به عنوان سرمربی صبا، گل‌محمدی به عنوان جانشین وی برای هدایت تیم برای ادامه مسابقات برگزیده شد. گل‌محمدی در ده مسابقه باقی مانده صبا را هدایت کرد و آنها را به تیم سوم پشت سر پرسپولیس و سپاهان رساند که بهترین نتیجه تاریخ باشگاه صبا در لیگ برتر خلیج فارس است. بعدها خبرهای بسیاری از ادامه روند گل‌محمدی در هدایت صبا برای فصل بعدی وجود داشت اما او از تمدید قراردادش خودداری کرد و فیروز کریمی در ژوئن ۲۰۰۸ جانشین وی به عنوان سرمربی صبا شد.

### تربیت یزد
در ژوئیه ۲۰۰۸، پس از دادن جایگاه مربی‌گری صبا به کریمی، گل‌محمدی هدایت تیم دسته یکی تربیت یزد را به دست گرفت. تیم او فصل ۰۹–۲۰۰۸ را با ۳ پیروزی پشت هم آغاز کرد اما در پایان این فصل، تربیت در رده پنجم گروه ب به کارش پایان داد و به لیگ برتر فوتبال ایران صعود نکرد. او فصل بعد به کار خود با تربیت یزد ادامه داد و تیم را به مقام سوم رساند اما باز هم یک امتیاز تا امکان صعود فاصله داشت. در پایان این فصل، او از پست سرمربی‌گری تربیت یزد، کناره‌گیری کرد تا سرمربی تیم دیگر لیگ آزادگان، نساجی مازندران شود.

### نساجی مازندران
وی در ژوئیه ۲۰۱۰، به سرمربی‌گری باشگاه فوتبال نساجی مازندران درآمد. در لیگ آزادگان ۹۰–۱۳۸۹، تیم گل‌محمدی در جایگاه چهارم گروه ب جای گرفت و از راه‌یابی به لیگ برتر ایران، بازماند. باشگاه نساجی او را نهایتاً اخراج کرد.

### راه‌آهن
یحیی گل‌محمدی یک فصل با علی دایی و ژلیکو میاچ در باشگاه فوتبال راه‌آهن کار کرد اما در پایان فصل از کادر مربیگری راه‌آهن جدا شد تا برای دومین بار زمام تیم فوتبال صبای قم را در اختیار بگیرد.

### بازگشت به صبای قم
در سال ۲۰۱۲، گل‌محمدی برای دومین بار به عنوان سرمربی باشگاه فوتبال صبای قم معرفی شد و پس از چهار سال به باشگاهی بازگشت که در آنجا مربیگری خود را آغاز کرده بود. گل‌محمدی با این باشگاه قرارداد یک ساله امضا کرد.

### پرسپولیس تهران

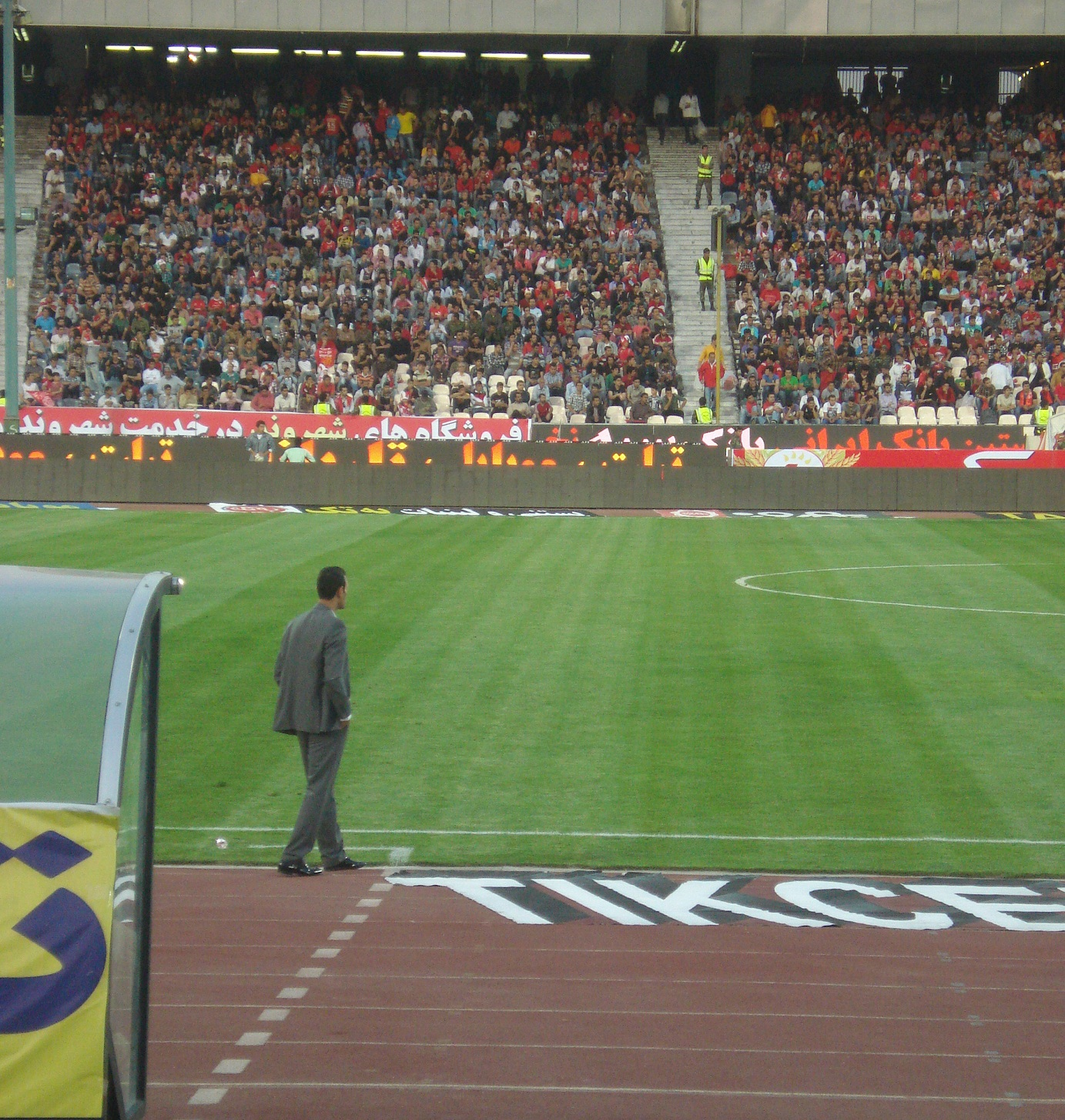
گل‌محمدی هنگام هدایت پرسپولیس در مسابقه با ملوان در سال ۲۰۱۳

در ۲۰ آذر ۱۳۹۱، پس از اعلام کمیته فنی باشگاه فوتبال پرسپولیس، یحیی گل‌محمدی به عنوان سرمربی تازه این تیم، معرفی شد. این کمیته در مورد چگونگی قطع همکاری با مانوئل ژوزه سرمربی پیشین این تیم، توضیحات زیادی نداد.

یحیی گل‌محمدی به شکلی دقیق، از نیم فصل دوم جایگزین مانوئل ژوزه پرتغالی شد و در مجموع، در ۲۰ بازی هدایت فنی پرسپولیس را برعهده داشت. از این بازی‌ها، او تنها در دو بازی بازنده شد که یکی از این دیدارها، فینال جام حذفی فوتبال ایران ۱۳۹۲ برابر سپاهان اصفهان بود. پس از این شکست، بسیاری از بازیکنان سابق باشگاه پرسپولیس از یحیی گل‌محمدی انتقاد کردند. با توجه به شرایط پیش آمده، او تصمیم به جدایی از پرسپولیس گرفت. پس از جدایی، در نامه‌ای به مدیرعامل باشگاه اعلام کرد:
من در این شرایط حساس و سرنوشت ساز دوست ندارم عاملی باشم که باعث اتلاف وقت شود و پرسپولیس فرصت‌های لازم را برای انتخاب سرمربی و بازیکنان فصل بعد خود از دست بدهد برای من موفقیت پرسپولیس از همه چیز مهم‌تر است. در ادامه: از تمام پیشکسوتانی که بدون چشم‌داشتی از فرزند کوچک خود در این مدت فقط به خاطر پیراهن پرسپولیس حمایت کردند، تشکر می‌کنم.

### نفت تهران
باشگاه فوتبال نفت تهران که سال گذشته با سرمربی خود، منصور ابراهیم‌زاده به مقام پنجم لیگ برتر رسید، گل‌محمدی را برای فصل جدید در نظر گرفت و با وی به توافقی یک ساله رسید. آن فصل نفت با سرمربی‌گری گل‌محمدی سوم لیگ برتر شد و بهترین نتیجه‌اش تا آن تاریخ در لیگ برتر را ثبت کرد. همچنین او نفت را به رده پلی‌آف لیگ قهرمانان آسیا هم رساند.

### ذوب‌آهن اصفهان
گل‌محمدی در واپسین روزهای فصل ۲۰۱۳ لیگ برتر خلیج فارس، راهی شهر اصفهان شد و با سعید آذری مدیر تیم فوتبال ذوب‌آهن یک قرارداد امضا کرد. با وجود شروع ناامیدکننده در فصل ۱۵–۲۰۱۴ لیگ برتر، در پایان این تیم را در رده چهارم لیگ برتر جای داد و سهمیه لیگ قهرمانان آسیا را هم گرفت.
گل‌محمدی در جام حذفی فوتبال ایران ۹۴–۱۳۹۳ با ذوب‌آهن اصفهان تا فینال مسابقات، پیش رفت و در بازی فینال برابر تیم فوتبال نفت تهران، به پیروزی رسید و نخستین جام قهرمانی دوران مربیگری خود را دشت کرد. گل‌محمدی در جام حذفی فوتبال ایران ۹۵–۱۳۹۴ نیز برای دومین بار در جام حذفی با شکست استقلال تهران در فینال با ذوب‌آهن جشن قهرمانی گرفت و یکی از سهمیه‌های ایران برای لیگ قهرمانان آسیا را از آن تیم خود کرد.

### اکسین البرز
در انتقالی غیرمنتظره، گل‌محمدی پس از پیروزی در کسب جام و سهمیه در ذوب‌آهن، به دسته پایین‌تر لیگ‌های فوتبال ایران رفت و در اکسین البرز جایگزین فیروز کریمی شد. یحیی گل‌محمدی نخست شروع خوبی با تیم فوتبال اکسین البرز داشت و تیم یکپارچه‌ای را در نیم فصل دوم شکل داد؛ اما در نهایت نتوانست به نمایش‌های خوب خود ادامه دهد و این تیم، بازهم نتوانست به لیگ برتر راه یابد.

### تراکتورسازی تبریز
تراکتورسازی تبریز در سالی که فیفا پنجره‌اش را بسته بود، نمی‌توانست بازیکن بگیرد و بازیکنان بسیاری را از دست داده بود، با یحیی گل‌محمدی قرارداد بست. پس از کسب نتایج نه چندان مناسب در این تیم و با توجه به فشار تماشاگران آن، گل‌محمدی پس از ۱۸ هفته به کارش در این تیم، پایان داد و یک نیم‌فصل را خانه نشین شد.

### شهر خودرو
در ۱۴ خرداد ۱۳۹۷، گل‌محمدی به تیم فوتبال پدیده مشهد پیوست. در دوره سرمربیگری وی تیم شهر خودرو (پدیده) نتایج درخشانی به‌دست‌آورد و حتی در کورس قهرمانی با پرسپولیس بود و در پایان لیگ هجدهم توانست جواز حضور در لیگ قهرمانان آسیا را به دست آورد. پس از کسب نتایج مناسب با شهر خودرو، او در دی‌ماه ۱۳۹۸، قرارداد خود را با این باشگاه فسخ کرد تا پرسپولیس بپیوندد.

### بازگشت به پرسپولیس

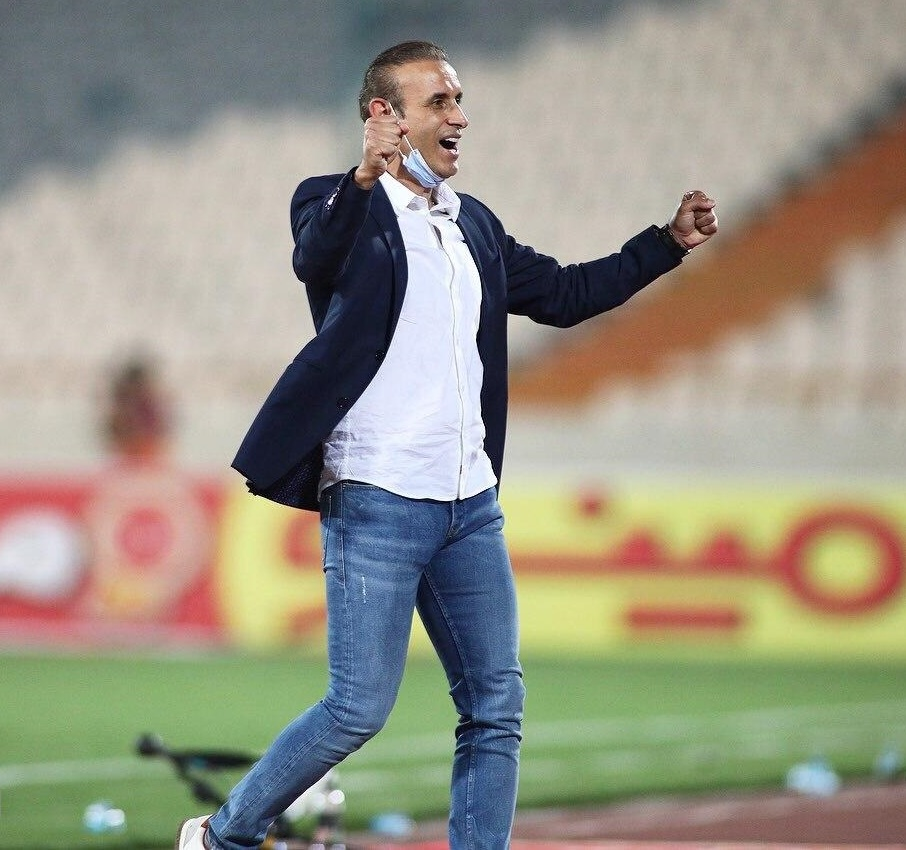
گل‌محمدی هنگام سرمربی‌گری پرسپولیس در ژوئیه ۲۰۲۰

در ۱۳ ژانویه ۲۰۲۰، گل‌محمدی دوباره به پرسپولیس پیوست و جایگزین گابریل کالدرون آرژانتینی شد. این دومین همکاری گل‌محمدی با پرسپولیس بوده است. در هنگام پیوستن به پرسپولیس، او هدایت تیمی را بر عهده گرفت که ۳ امتیاز از دیگر تیم‌های لیگ برتر خلیج فارس بیشتر داشت و در صدر جدول رده‌بندی بود. «این افتخار بزرگی است»، این از نخستین گفته‌های گل‌محمدی به عنوان سرمربی جدید پرسپولیس بود.
با حفظ و بهبود روند تیم توسط گل‌محمدی، در مرداد ۱۳۹۹، پرسپولیس با یک پیروزی دیگر برابر نفت مسجدسلیمان (۴ هفته مانده به پایان مسابقات) به سریع‌ترین قهرمانی تاریخ فوتبال باشگاهی ایران رسید و برای نخستین‌بار به چهار قهرمانی پی‌درپی دست یافت.
تیم پرسپولیس با مربی‌گری گل‌محمدی توانست در مسابقات لیگ قهرمانان آسیا ۲۰۲۰ با کسب نتایجی خوب، از مرحلهٔ گروهی بالا آمده و پس از پیروزی در بازی‌های مرحلهٔ حذفی، به فینال این مسابقات، راه یابد.
بر اساس خبری در ۵ شهریور ۱۳۹۹، پس از واگذاری دربی نیمه‌نهایی جام حذفی ۱۳۹۸–۹۹ به رقیب سنتی، استقلال تهران، گل‌محمدی از مدیریت باشگاه پرسپولیس انتقاد کرد و به‌طور غیر مستقیم و غیررسمی، اعلام کرد که اگر برای بهبود شرایط تیم اقدامی نشود، ممکن است از پست خود، کناره‌گیری کند. برخی از بازیکنان نیز بعداً به انتقاد از مسئولان این باشگاه، پرداختند و به عدم آماده‌سازی مناسب برای فصل جدید، اشاره داشتند. کمی بعد نیز، ستاره فصل پیش پرسپولیس، مهدی ترابی، با توجه به عدم دریافتی کف قراردادش، از این تیم جدا شد تا دلیل مشکلات مالی این باشگاه، بیشتر مورد توجه رسانه‌ها قرار گیرد. در ۹ آذر ۱۳۹۹، گل‌محمدی مدت قراردادش را با پرسپولیس برای دو سال دیگر افزایش داد.
در ۸ شهریور ۱۴۰۲، برد پرسپولیس برابر فولاد صدمین برد یحیی گل‌محمدی روی نیمکت پرسپولیس به عنوان سرمربی بود. یحیی گل‌محمدی بعد از علی پروین دومین مربی تاریخ باشگاه پرسپولیس شد که تعداد پیروزی‌های خود در کسوت سرمربی را به عدد صد رساند و آن را سه رقمی کرد. پرسپولیس در این مدت با ۴۲ تیم مختلف دیدار کرده و یحیی ۱۶۲ بار روی نیمکت پرسپولیس نشسته است. ۱۰۰ پیروزی در ۱۶۲ مسابقه رکورد بسیار جالب توجه است که یحیی با هدایت مردانش به آن رسید.
در تاریخ ۱۱ دی ماه ۱۴۰۲‌، گل‌محمدی بعد از تساوی تیمش برابر مس رفسنجان در هفته پانزدهم لیگ برتر در اعتراض به شرایط موجود و عدم تغییر وضعیت باشگاه نسبت به استعفای قبلی او، از هواداران پرسپولیس خداحافظی و برای جانشین خود آرزوی موفقیت کرد.

## زندگی شخصی
یحیی گل‌محمدی در ۲۸ اسفند ۱۳۴۹ در مین‌آباد اردبیل زاده شد. از کودکی بازی فوتبال او زبانزد همه بود. گل‌محمدی به دلیل شغل پدرش ۱۳ سال در محمودآباد ساکن بود و فوتبال را نیز به گفته خودش از تیم خزر محمودآباد و زیر نظر علی رنجبر آغاز کرد. او پس از پایان دوران دبیرستان، برای ادامه تحصیل به قم رفت و در دانشسرای این شهر فوق‌دیپلم گرفت و معلم رشته هنر و زبان شد.

## آمار
تا تاریخ ۲ تیر ۱۴۰۳

### آمار سرمربی‌گری
| تیم            | از             | تا               | رکورد | رکورد | رکورد  | رکورد    | رکورد    | رکورد | رکورد | رکورد |
| بازی           | برد            | مساوی            | باخت  | ٪ برد | گل زده | گل خورده | تفاضل گل |       |       |       |
| -------------- | -------------- | ---------------- | ----- | ----- | ------ | -------- | -------- | ----- | ----- | ----- |
| صبای قم        | ۹ فروردین ۱۳۸۷ | ۱۵ خرداد ۱۳۸۷    | ۱۰    | ۳     | ۴      | ۳        | ۰۳۰      | ۱۴    | ۱۱    | ۳+    |
| تربیت یزد      | ۱۸ خرداد ۱۳۸۷  | ۱۲ خرداد ۱۳۸۹    | ۵۲    | ۲۱    | ۱۹     | ۱۲       | ۰۴۰      | ۶۱    | ۴۲    | ۱۹+   |
| نساجی مازندران | ۱۳ خرداد ۱۳۸۹  | ۱۰ شهریور ۱۳۹۰   | ۲۶    | ۱۱    | ۹      | ۶        | ۰۴۲      | ۳۴    | ۱۷    | ۱۷+   |
| صبای قم        | ۳۱ خرداد ۱۳۹۱  | ۳ مهر ۱۳۹۱       | ۹     | ۴     | ۲      | ۳        | ۰۴۴      | ۱۲    | ۸     | ۴+    |
| پرسپولیس       | ۲۹ آذر ۱۳۹۱    | ۱۵ اردیبهشت ۱۳۹۲ | ۲۲    | ۱۰    | ۱۰     | ۲        | ۰۴۵      | ۳۵    | ۱۸    | ۱۷+   |
| نفت تهران      | ۱۱ خرداد ۱۳۹۲  | ۱۱ خرداد ۱۳۹۳    | ۳۲    | ۱۶    | ۹      | ۷        | ۰۵۰      | ۴۲    | ۲۴    | ۱۸+   |
| ذوب‌آهن اصفهان  | ۱۱ خرداد ۱۳۹۳  | ۳ مهر ۱۳۹۵       | ۸۵    | ۴۲    | ۲۷     | ۱۶       | ۰۴۹      | ۱۳۷   | ۷۶    | ۶۱+   |
| تراکتور تبریز  | ۳ خرداد ۱۳۹۶   | ۲۶ دی ۱۳۹۶       | ۱۸    | ۷     | ۵      | ۶        | ۰۳۹      | ۲۶    | ۲۰    | ۶+    |
| شهرخودرو       | ۱۱ خرداد ۱۳۹۷  | ۲۲ دی ۱۳۹۸       | ۵۱    | ۲۷    | ۱۲     | ۱۲       | ۰۵۳      | ۵۳    | ۳۳    | ۲۰+   |
| پرسپولیس       | ۲۳ دی ۱۳۹۸     | ۱۸ دی ۱۴۰۲       | ۱۵۷   | ۹۷    | ۴۱     | ۱۹       | ۰۶۲      | ۲۴۸   | ۱۰۳   | ۱۴۵+  |
| فولاد          | ۲ تیر ۱۴۰۳     | هم‌اکنون          | ۳۲    | ۱۵    | ۹      | ۸        | ۰۴۷      | ۳۹    | ۳۴    | ۵+    |
| مجموع          | مجموع          | مجموع            | ۴۹۴   | ۲۵۳   | ۱۴۷    | ۹۴       | ۵۱٫۲۱    | ۷۰۱   | ۳۸۵   | ۳۱۶+  |

آمار سرمربی‌گری پرسپولیس
| تیم      | رکورد | رکورد | رکورد | رکورد | رکورد  | رکورد    | رکورد    | رکورد |
| بازی     | برد   | مساوی | باخت  | ٪ برد | گل زده | گل خورده | تفاضل گل |       |
| -------- | ----- | ----- | ----- | ----- | ------ | -------- | -------- | ----- |
| پرسپولیس | ۱۷۹   | ۱۰۷   | ۵۱    | ۲۱    | ۰۶۰    | ۲۸۳      | ۱۲۰      | ۱۶۳+  |

### بازی‌های ملی
| ایران | ایران | ایران |
| سال   | بازی  | گل    |
| ----- | ----- | ----- |
| ۱۹۹۳  | ۳     | ۰     |
| ۱۹۹۷  | ۱۱    | ۰     |
| ۲۰۰۰  | ۱     | ۰     |
| ۲۰۰۱  | ۱۳    | ۲     |
| ۲۰۰۲  | ۴     | ۰     |
| ۲۰۰۳  | ۹     | ۲     |
| ۲۰۰۴  | ۱۵    | ۰     |
| ۲۰۰۵  | ۱۱    | ۰     |
| ۲۰۰۶  | ۷     | ۱     |
| مجموع | ۷۴    | ۵     |

### گل‌های ملی
| شماره | تاریخ           | میزبان  | بازی ملی | حریف   | نتیجه | رقابت                        |
| ----- | --------------- | ------- | -------- | ------ | ----- | ---------------------------- |
| ۱     | ۸ اوت ۲۰۰۱      | تهران   | ۱۸       | عمان   | ۵–۲   | جام ال‌جی                     |
| ۲     | ۱۵ نوامبر ۲۰۰۱  | تهران   | ۲۸       | ایرلند | ۱–۰   | مقدماتی جام جهانی ۲۰۰۲       |
| ۳     | ۲۶ سپتامبر ۲۰۰۳ | امان    | ۳۷       | اردن   | ۲–۳   | مقدماتی جام ملت‌های آسیا ۲۰۰۴ |
| ۴     | ۱۹ نوامبر ۲۰۰۳  | بیروت   | ۴۰       | لبنان  | ۳–۰   | مقدماتی جام ملت‌های آسیا ۲۰۰۴ |
| ۵     | ۱۱ ژوئن ۲۰۰۶    | نورنبرگ | ۷۳       | مکزیک  | ۱–۳   | جام جهانی ۲۰۰۶ آلمان         |

## افتخارات

### پرسپولیس
- لیگ برتر خلیج فارس
  - قهرمان (۲): ۱۳۷۴، ۱۳۷۵
- جام حذفی
  - قهرمان (۱): ۱۳۷۸–۱۳۷۷

### صبا باتری
- سوپر جام
  - قهرمان (۱): ۱۳۸۴

### تیم ملی فوتبال ایران
- بازی‌های آسیایی
  - قهرمان (۱): ۲۰۰۲

### پرسپولیس
- لیگ برتر خلیج فارس
  - قهرمان (۳): ۹۹–۱۳۹۸، ۱۴۰۰–۱۳۹۹، ۰۲–۱۴۰۱
  - نائب‌قهرمان (۱): ۰۱–۱۴۰۰
- جام حذفی
  - قهرمان (۱): ۰۲–۱۴۰۱
  - نائب‌قهرمان (۱) ۹۲–۱۳۹۱
- سوپر جام
  - قهرمان (۲): ۱۳۹۹، ۱۴۰۲
  - نائب‌قهرمان (۱): ۱۴۰۰
- لیگ قهرمانان آسیا
  - نائب‌قهرمان (۱): نایب‌قهرمان ۲۰۲۰

### ذوب‌آهن
- جام حذفی
  - قهرمان (۲): ۹۴–۱۳۹۳، ۹۵–۱۳۹۴
- سوپر جام
  - قهرمان (۱): ۱۳۹۵